# Ennione

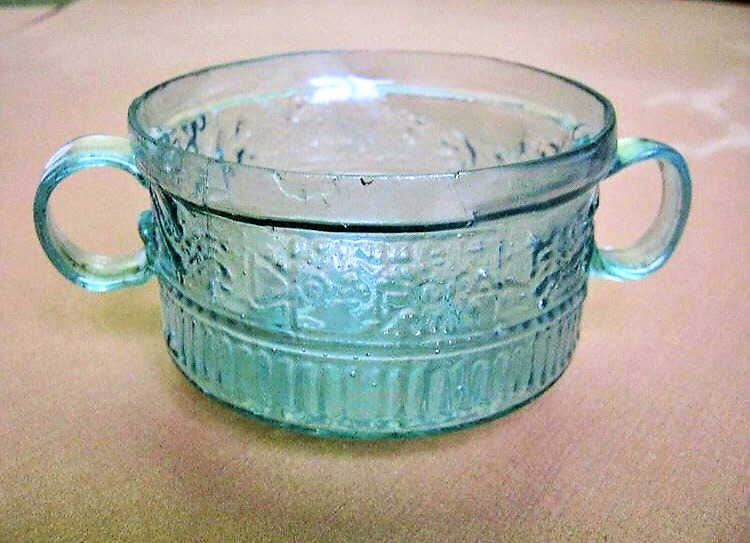
Ennione, Coppa, Pavia, Musei Civici

Ennione (Sidone, I secolo – ...) era un noto artigiano del vetro.

## Biografia
Fu l'artefice di eleganti vasi in vetro stampato riproducenti le decorazioni in rilievo dei pregiati recipienti alessandrini di metallo cesellato o inciso. Lavorò vasellame diafano con rilievi ottenuti saldando il vetro in forme di terracotta: una tecnica innovativa che permetteva una resa ottimale del colore, soprattutto nel vetro azzurro e color ambra. Si conservano meno di 100 pezzi originali del maestro sparsi in vari musei del mondo. Le coppe riportano generalmente iscrizioni greche.  Il suo vasellame, di pregevole fattura, è stato trovato in varie località in Italia, soprattutto nei Musei Civici di Pavia, Museo Archeologico Nazionale di Adria, a Cipro e in Crimea. Una delle sue opere più importanti è un'anforetta ora conservata al Metropolitan Museum di New York.Si conservano anche alcuni falsi d’epoca, segna evidente che Ennione fu un maestro molto noto e apprezzato, riconoscibili per essere incolore e di scadente esecuzione.